# Бремен-Лига
Бремен-Лига (нем. Bremen-Liga) — футбольная Оберлига, представляет собой часть пятого уровня системы немецких футбольных лиг; наивысшая футбольная лига города-государства и федеральной земли Бремена.

## История

### Современная история
На конец сезона 2007/08, новосозданная Третья лига заместила собой упразднённую в ходе изменений Оберлигу Север. Четыре северных германских земли, таким образом, остались единственными федеральными землями, в которых не было своего аналога Оберлиги, и пять Фербандслиг поместились прямо под Региональную лигу «Север», параллельно с двумя NOFV-Оберлигами. На конец того же сезона 2007/08 пять победителей северных фербандслиг играли с занявшей шестое место командой из Оберлиги Север за одно последнее место в Региональной лиге. Футбольный клуб «Бремерхавен» не смог получить лицензию на игру в Региональной лиге, и был заменён футбольным клубом «Обернойланд».
В будущем командам, планирующим продвиженеи вверх по системе футбольных лиг Германии. предстоит серия плей-офф с командами из Оберлиги Гамбург и Шлезвиг-Гольштейн-Лиги, где все эти команды будут состязаться за единственное место в региональной лиге «Север».
Фербандслига Бремен, тем самым, подтвердила свой статус пятой по уровню сложности лиги. Этот факт означает, что эта лига в настоящий момент стоит в одном ряду с другими оберлигами Германии. Бремен-Лига — единственная оберлига в регионе, у которой только один нижестоящий следующим уровень — Ландеслига Бремен.

## Команды — основатели Бремен-Лиги
Исторически, в 1947 году Любительскую лигу Бремен (нем. Amateurliga Bremen) основали следующие клубы из Нижней Саксонии и Бремена:
- ОСЦ Бремерхавен (OSC Bremerhaven)
- Блюменталер (нем. Blumenthaler SV)
- Хемелинген (нем. SV Hemelingen)
- АТС Бремерхавен (ATS Bremerhaven)
- Комет Бремен (нем. Komet Bremen)
- Хаштедтер (нем. Hastedter TSV)
- Виссельхёведе (нем. VfL Visselhövede), клуб из Нижней Саксонии
- Дельменхёрст (нем. SSV Delmenhorst), клуб из Нижней Саксонии
- Дельменхорстер БВ (нем. Delmenhorster BV), клуб из Нижней Саксонии
- Куксхавенер (нем. Cuxhavener SV), клуб из Нижней Саксонии
- ТуРа Бремен (нем. TuRa Bremen)
- Арестен (нем. TV Arsten)
- Бассум (нем. TSV Bassum)